# Madracis myriaster
Madracis myriaster är en korallart som först beskrevs av Milne Edwards och Jules Haime 1849.  Madracis myriaster ingår i släktet Madracis och familjen Pocilloporidae. Inga underarter finns listade i Catalogue of Life.